# Antinomistischer Streit
Als Antinomistischer Streit wird eine theologische Kontroverse bezeichnet, die in mehreren Phasen ausgetragen wurde. Sie nahm ihren Anfang 1527 und lebte 1537 erneut auf. In der Ära nach Luthers Tod kam es erneut zur Kontroverse um die Frage nach der Geltung und Bedeutung des Gesetzes (altgriechisch: nomos) im Leben der Christen. 

## Erste Phase (1527–1540)
Hintergrund war die gemeinsam von Martin Luther und Philipp Melanchthon vertretene Lehre, dass das Gesetz vor allem die Funktion hätte, die Menschen zu überführen, dass sie die Gebote nicht halten könnten und daher als Sünder auf die Gnade Gottes angewiesen seien („usus elenchticus“). Bereits 1527 und nochmals 1537 hatte Luthers Freund Johannes Agricola jedoch die Bedeutung des Gesetzes für den christlichen Glauben bestritten und die Meinung vertreten, dass wahre Buße nur aus dem Glauben kommen könne. Luther reagierte mit mehreren Disputationen gegen die „Antinomer“, worauf von 1537 bis 1540 der sogenannte Antinomerstreit (manchmal auch Erster Antinomistischer Streit) geführt wurde.

## Zweite Phase (1556–1571)
1556 flammte der Streit (nun erst richtig unter der Bezeichnung Antinomistischer Streit bekannt) erneut auf, als im Zusammenhang mit dem Majoristischen Streit eine Eisenacher Synode die These vertrat, aufgrund des usus elenchticus sei das Gesetz positiv auf das Heil bezogen; und somit seien zwar nicht (gegen Georg Major) gute Werke für die Rechtfertigung nötig, die Erfüllung der Gebote aber in einem abstrakten Sinne dennoch heilsnotwendig. Dagegen wandten sich unter anderem Nikolaus von Amsdorf und Andreas Poach in Streitschriften, während andere Gnesiolutheraner wie Joachim Mörlin und Matthias Flacius die Eisenacher Thesen verteidigten. Der Nordhäuser Pfarrer Anton Otto weitete 1565 den Streit aus, indem er Melanchthons Lehre vom „dritten Gebrauch des Gesetzes“ (Usus in renatis) angriff und forderte, das Gesetz solle von der Kanzel aufs Rathaus verbannt werden. Dies zog nun sogar Angriffe seitens des Melanchthon-Gegners Flacius nach sich, der Otto Antinomismus vorwarf, obwohl er diesen nicht (jedenfalls nicht im Sinne Agricolas) vertrat. 1568/69 wurde der Streit zwischen Andreas Musculus und Abdias Prätorius erneut geführt. Die Konkordienformel entschied sich in den Artikeln 4 und 6 für eine vermittelnde Position.